# アッチソン郡 (カンザス州)
アッチソン郡（英: Atchison County）は、アメリカ合衆国カンザス州の北東部に位置する郡である。2010年国勢調査での人口は16,924人であり、2000年の16,774人から0.9%増加した。郡庁所在地はアッチソンであり、同郡で人口最大の都市である。郡名は、ミズーリ州選出のアメリカ合衆国上院議員デイビッド・ライス・アッチソンに因んで名付けられた。アッチソンは1日限りのアメリカ合衆国大統領代行として知られている。アッチソン郡の全体は、アッチソン小都市圏を構成している。

## 法と政府
アッチソン郡はアルコールを禁じる、すなわち「ドライ」の郡だったが、1986年にカンザス州憲法が修正され、住民は投票で個人が嗜むアルコール飲料の販売を承認した。ただし、食料販売量の30%までという制限が付いた。

## 地理
アメリカ合衆国国勢調査局に拠れば、郡域全面積は435.04平方マイル (1,126.7 km2)であり、このうち陸地は432.34平方マイル (1,119.8 km2)、水域は2.70平方マイル (7.0 km2)で水域率は0.62%である。
1804年7月4日、ルイス・クラーク探検隊はアメリカ合衆国独立記念日を祝って、アッチソン市に近いクリークにインデペンデンス・クリークと名付けた（w:Timeline of the Lewis and Clark Expedition参照）。

### 主要高規格道路
出典:  National Atlas, アメリカ合衆国国勢調査局
- アメリカ国道59号線
- アメリカ国道73号線
- アメリカ国道159号線
- カンザス州道7号線
- カンザス州道9号線
- カンザス州道116号線

### 隣接する郡
- ドニファン郡 - 北
- ブキャナン郡 (ミズーリ州) - 北東
- プラット郡 (ミズーリ州) - 東
- レブンワース郡 - 南東
- ジェファーソン郡 - 南
- ジャクソン郡 - 西
- ブラウン郡 - 北西

## 人口動態

人口ピラミッド

以下は2000年の国勢調査による人口統計データである。
| 基礎データ - 人口: 16,774人 - 世帯数: 6,275 世帯 - 家族数: 4,279 家族 - 人口密度: 15人/km2（39人/mi2） - 住居数: 6,818軒 - 住居密度: 6軒/km2（16軒/mi2） 人種別人口構成 - 白人: 91.62% - アフリカン・アメリカン: 5.32% - ネイティブ・アメリカン: 0.55% - アジア人: 0.34% - 太平洋諸島系: 0.06% - その他の人種: 0.51% - 混血: 1.59% - ヒスパニック・ラテン系: 1.95% 年齢別人口構成 - 18歳未満: 26.7% - 18-24歳: 11.3% - 25-44歳: 24.5% - 45-64歳: 21.4% - 65歳以上: 16.2% - 年齢の中央値: 36歳 - 性比（女性100人あたり男性の人口） - 総人口: 93.3 - 18歳以上: 90.3 | 世帯と家族（対世帯数） - 18歳未満の子供がいる: 32.4% - 結婚・同居している夫婦: 54.3% - 未婚・離婚・死別女性が世帯主: 10.0% - 非家族世帯: 31.8% - 単身世帯: 27.6% - 65歳以上の老人1人暮らし: 12.8% - 平均構成人数 - 世帯: 2.51人 - 家族: 3.05人 収入と家計 - 収入の中央値 - 世帯: 34,355米ドル - 家族: 40,614米ドル - 性別 - 男性: 29,481米ドル - 女性: 20,485米ドル - 人口1人あたり収入: 15,207米ドル - 貧困線以下 - 対人口: 13.3% - 対家族数: 7.9% - 18歳未満: 13.8% - 65歳以上: 17.9% |

## 都市と町

### 法人化された都市
都市名の後の数字は2010年国勢調査での人口を示す。
- アッチソン, 11,021 - 郡庁所在地
- エッフィンガム, 546
- ランカスター, 298
- マスコター, 176
- ヒューロン, 54

## その他の町
| - アーリントン - カミングス - カールー - イーデン - ファーミントン - グッドインテント - ホーソーン - ケネクク - ラーキンバーグ - モンロビア | - マウントプレザント - オークミルズ - パーディ - パーネル - ポートウィリアム - ポッター - セントパッツ - シャノン - サムナー |

### 郡区
アッチソン郡は8の郡区に分けられている。アッチソン市は「政治的に独立」とは見なされ、下記郡区の数字からは外されている。下表で「人口中心」は最大都市であり、特に大きな数字でなければ、郡区の人口に含まれるものである。
| 郡区 | FIPSコード | 人口中心       | 人口  | 人口密度 /km2 (/sq mi) | 陸地面積 km2 (sq mi) | 水域 km2 (sq mi) | 水域率(%) | 座標                                                              |
| --- | ---------- | -------------- | ----- | ---------------------- | -------------------- | ---------------- | --------- | ----------------------------------------------------------------- |
| ベントン                                                                                                | 06150      | エッフィンガム | 1,076 | 7 (18)                 | 156 (60)             | 0 (0)            | 0.25%     | 北緯39度30分20秒 西経95度23分37秒 / 北緯39.50556度 西経95.39361度 |
| センター                                                                                                | 11550      |                | 676   | 5 (13)                 | 139 (54)             | 0 (0)            | 0.15%     | 北緯39度28分52秒 西経95度16分54秒 / 北緯39.48111度 西経95.28167度 |
| グラスホッパー                                                                                          | 28225      | マスコター     | 588   | 3 (9)                  | 170 (66)             | 1 (0)            | 0.52%     | 北緯39度35分12秒 西経95度30分4秒 / 北緯39.58667度 西経95.50111度  |
| カピオマ                                                                                                | 36100      |                | 271   | 2 (6)                  | 123 (48)             | 0 (0)            | 0.05%     | 北緯39度29分6秒 西経95度31分8秒 / 北緯39.48500度 西経95.51889度   |
| ランカスター                                                                                            | 38350      | ランカスター   | 922   | 6 (15)                 | 156 (60)             | 0 (0)            | 0.28%     | 北緯39度35分56秒 西経95度18分38秒 / 北緯39.59889度 西経95.31056度 |
| マウントプレザント                                                                                      | 48925      |                | 829   | 7 (17)                 | 124 (48)             | 0 (0)            | 0.09%     | 北緯39度29分17秒 西経95度11分3秒 / 北緯39.48806度 西経95.18417度  |
| シャノン                                                                                                | 64275      |                | 1,753 | 12 (32)                | 140 (54)             | 2 (1)            | 1.16%     | 北緯39度35分15秒 西経95度9分26秒 / 北緯39.58750度 西経95.15722度  |
| ウォルナット                                                                                            | 74800      |                | 427   | 5 (12)                 | 94 (36)              | 2 (1)            | 2.34%     | 北緯39度27分55秒 西経95度5分3秒 / 北緯39.46528度 西経95.08417度   |
| Sources: “Census 2000 U.S. Gazetteer Files”. U.S. Census Bureau, Geography Division. 2012年4月1日閲覧。 |            |                |       |                        |                      |                  |           |                                                                   |

## 教育

### 統一教育学区
- アッチソン郡コミュニティ USD 377 (Web site)
- アッチソン USD 409 (Web site)